# Orlatura gigliata

Scudo del Regno di Scozia.

Orlatura gigliata è un termine utilizzato in araldica per indicare un'orlatura coi lembi gigliati. Talora è indicata anche come orlatura fiorita di gigli, come nel caso dello stemma di Scozia.

## Traduzioni
- Francese: trècheur, essonnier